# Most–Híd
Most–Híd (mit Zusatz: az együttműködés pártja – strana spolupráce; deutsch Brücke, Partei der Zusammenarbeit; abgekürzt meist als M-H, seltener MH) ist eine politische Partei in der Slowakei. Sie wurde im Juni 2009 vom ehemaligen Vorsitzenden der Partei der ungarischen Gemeinschaft (SMK-MKP), Béla Bugár, zusammen mit weiteren ehemaligen Mitgliedern dieser Partei gegründet.
Die Partei vertritt die Interessen der ungarischen Minderheit in der Slowakei, setzt sich dabei aber für ein friedliches Zusammenleben und die Zusammenarbeit von Ungarn und Slowaken ein. Somit positioniert sie sich als Alternative zur rein ethnisch-magyarischen SMK-MKP.
Bei den Parlamentswahlen vom 12. Juni 2010 erreichte die Partei 8,12 % der Stimmen und kam damit auf 14 Mandate im Nationalrat. Vier Sitze gingen an Kandidaten der Občianska konservatívna strana, mit der die M-H eine Listenverbindung eingegangen war. Sie stellte in der Regierung Radičová drei Minister.
Bei den Parlamentswahlen vom 10. März 2012 errang die Partei 13 Mandate. Aufgrund der absoluten Mehrheit der Smer – sociálna demokracia wechselte sie in die Opposition.
Bei den Parlamentswahlen 2016 konnte die Partei mit 6,5 % ihr Ergebnis in etwa halten; sie sicherte sich damit 11 der 150 Abgeordnetenmandate. Die Partei schloss sich der neu gebildeten Vierparteienkoalition unter Ministerpräsident Robert Fico an und stellte mit Lucia Žitňanská und László Sólymos die Justizministerin und den Umweltminister.
Bei den Wahlen 2020 schnitt die Partei mit nur 2,1 % und 13. Platz schlecht ab und war seither eine außerparlamentarische Partei. Als Folge des Wahldebakels trat der bisherige Vorsitzende Béla Bugár zurück und wurde durch den stellvertretenden Vorsitzenden László Sólymos ersetzt.
Zum 27. September 2021 fusionierte die Partei zusammen mit zwei anderen ungarischen Parteien in der Slowakei – SMK-MKP und MKÖ-MKS – zur neuen Partei Allianz (ungarisch Szövetség, slowakisch Aliancia) und somit endete die Existenz als eigenständige Partei bis sie sich 2023 wieder löste und sich wieder registrierte.